# Canchy (Somme)
Canchy és un municipi francès situat al departament del Somme i a la regió dels Alts de França. L'any 2007 tenia 298 habitants.

## Demografia

### Població

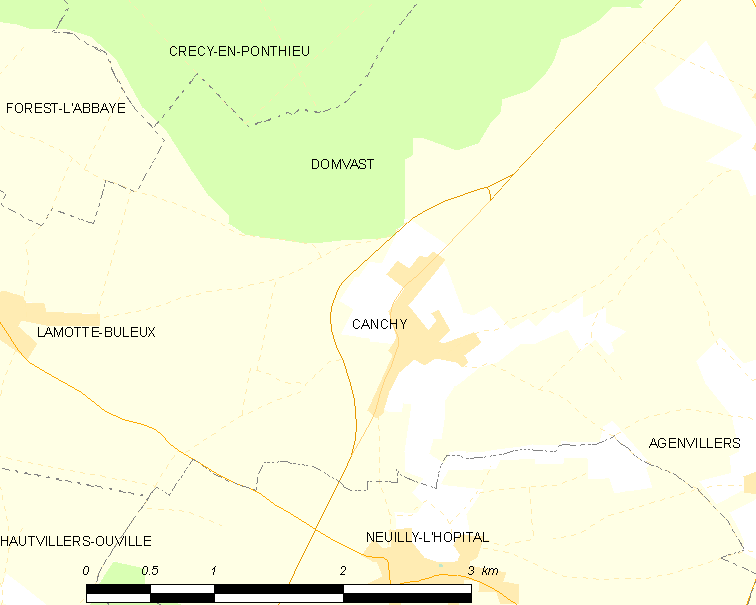

El 2007 la població de fet de Canchy era de 298 persones. Hi havia 110 famílies de les quals 20 eren unipersonals (16 homes vivint sols i 4 dones vivint soles), 33 parelles sense fills, 49 parelles amb fills i 8 famílies monoparentals amb fills.
La població ha evolucionat segons el següent gràfic:
Habitants censats

### Habitatges

El 2007 hi havia 134 habitatges, 114 eren l'habitatge principal de la família, 6 eren segones residències i 14 estaven desocupats. 133 eren cases i 1 era un apartament. Dels 114 habitatges principals, 103 estaven ocupats pels seus propietaris, 8 estaven llogats i ocupats pels llogaters i 3 estaven cedits a títol gratuït; 1 tenia dues cambres, 11 en tenien tres, 26 en tenien quatre i 76 en tenien cinc o més. 80 habitatges disposaven pel capbaix d'una plaça de pàrquing. A 43 habitatges hi havia un automòbil i a 56 n'hi havia dos o més.

### Piràmide de població

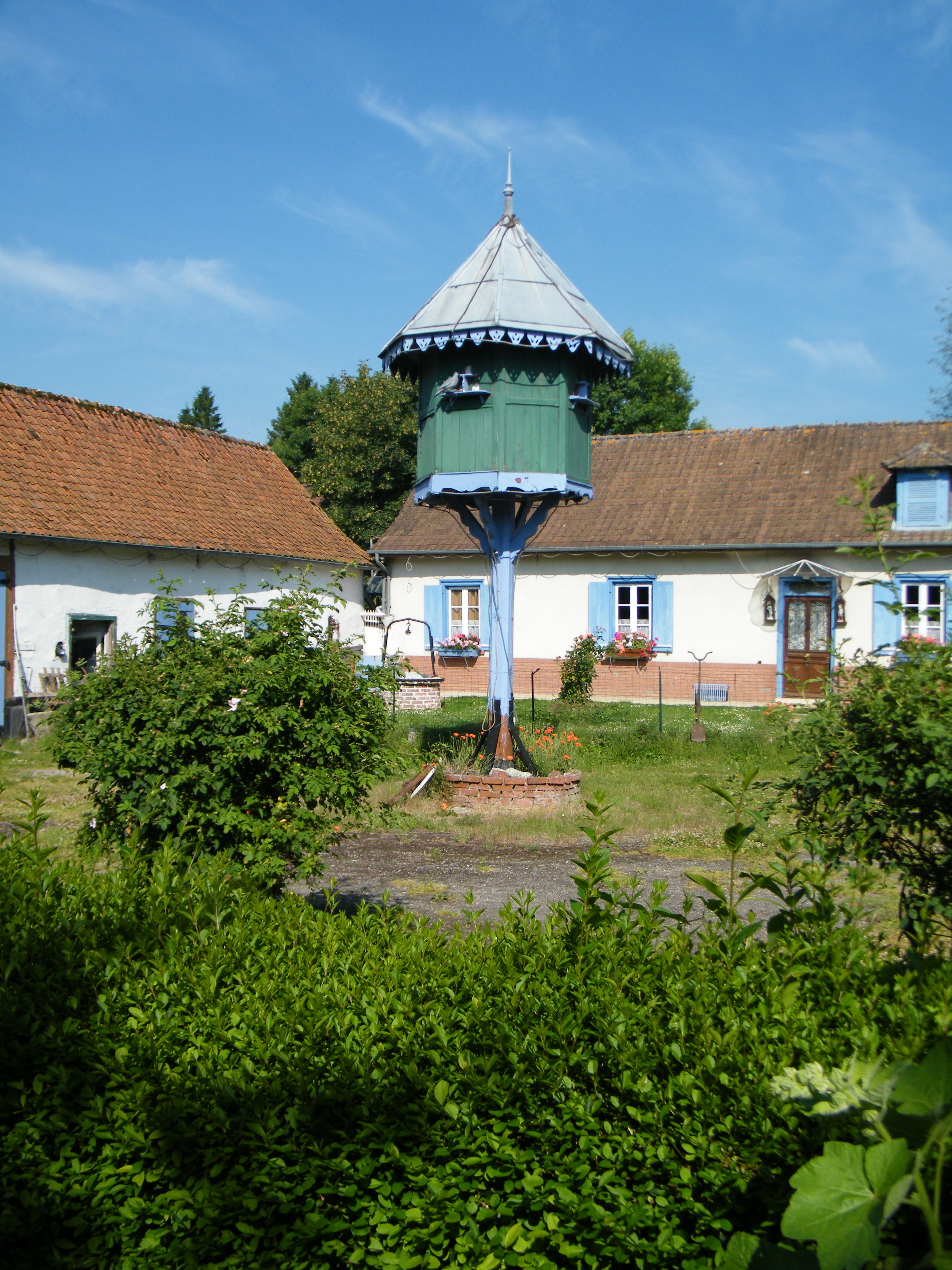

La piràmide de població per edats i sexe el 2009 era:
| Homes | Edats   | Dones |
| ----- | ------- | ----- |
| 0     | 95 o +  | 0     |
| 0     | 90 a 94 | 0     |
| 4     | 85 a 89 | 4     |
| 0     | 80 a 84 | 0     |
| 4     | 75 a 79 | 0     |
| 4     | 70 a 74 | 8     |
| 8     | 65 a 69 | 20    |
| 8     | 60 a 64 | 8     |
| 4     | 55 a 59 | 8     |
| 8     | 50 a 54 | 16    |
| 8     | 45 a 49 | 4     |
| 20    | 40 a 44 | 4     |
| 16    | 35 a 39 | 16    |
| 16    | 30 a 34 | 16    |
| 8     | 25 a 29 | 0     |
| 24    | 20 a 24 | 8     |
| 24    | 15 a 19 | 4     |
| 12    | 10 a 14 | 24    |
| 12    | 5 a 9   | 12    |
| 4     | 0 a 4   | 4     |

## Economia

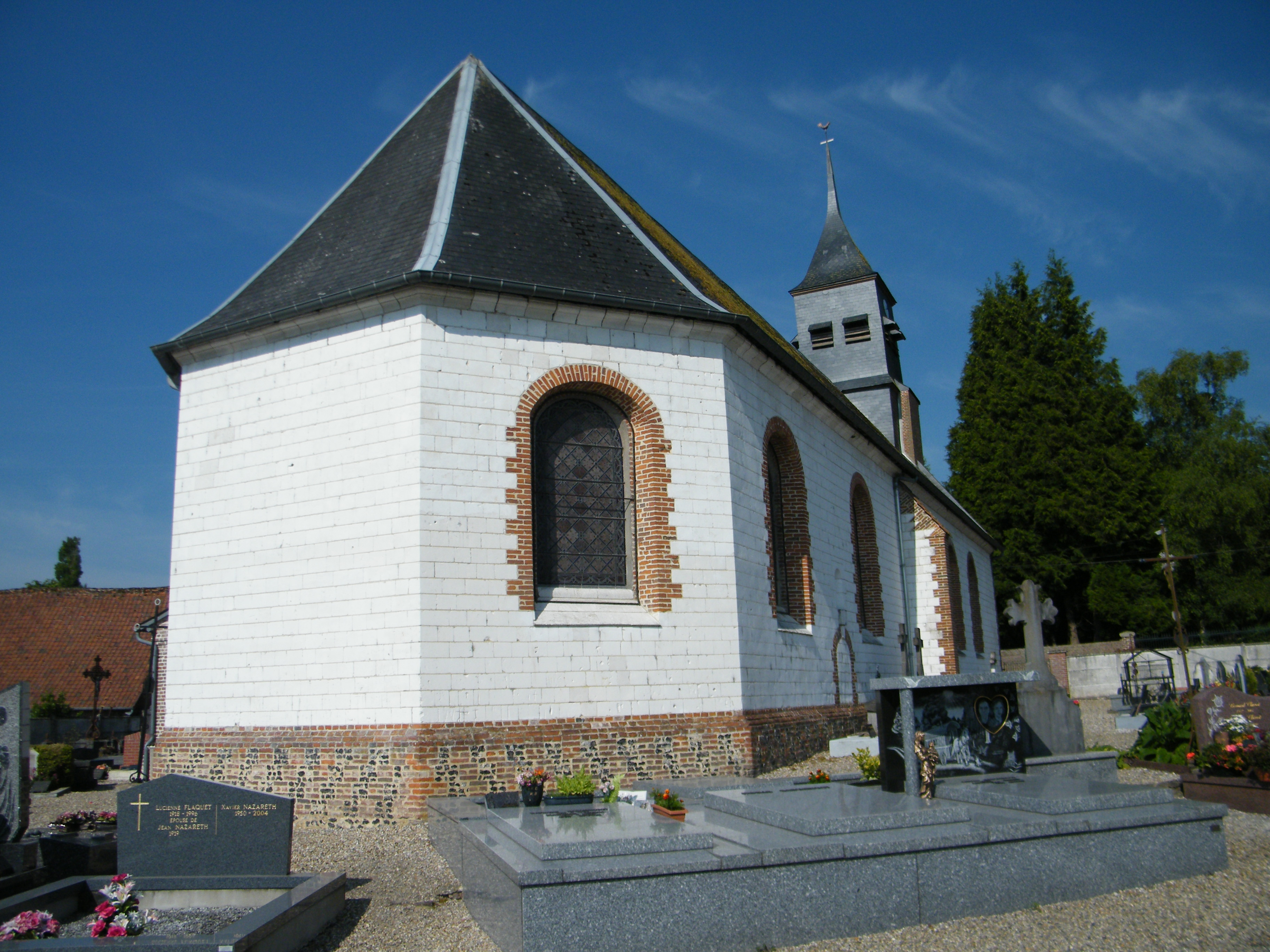

El 2007 la població en edat de treballar era de 192 persones, 146 eren actives i 46 eren inactives. De les 146 persones actives 134 estaven ocupades (78 homes i 56 dones) i 11 estaven aturades (3 homes i 8 dones). De les 46 persones inactives 9 estaven jubilades, 19 estaven estudiant i 18 estaven classificades com a «altres inactius».

### Ingressos

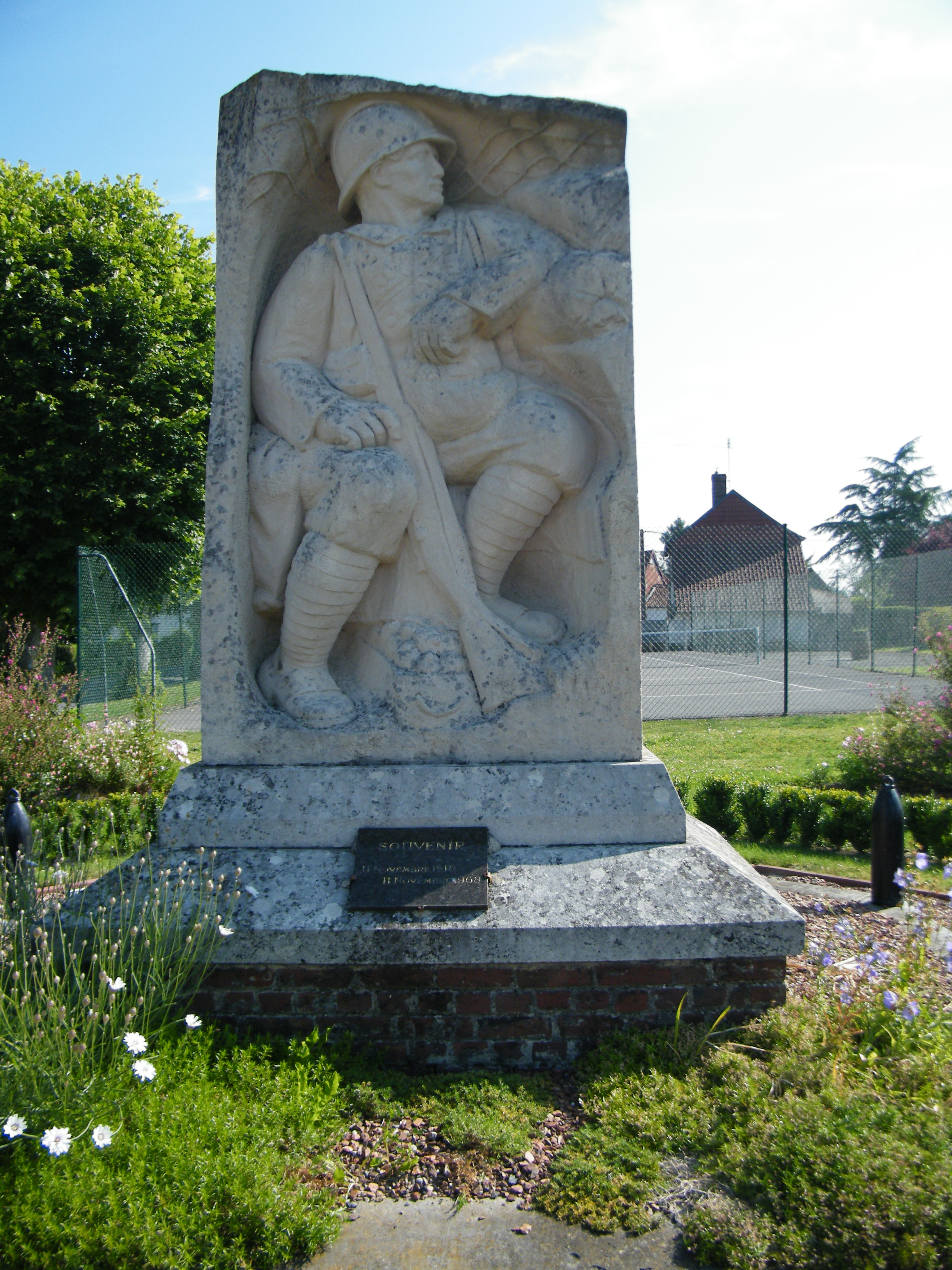

El 2009 a Canchy hi havia 124 unitats fiscals que integraven 321 persones, la mediana anual d'ingressos fiscals per persona era de 17.040 €.

### Activitats econòmiques
Dels 8 establiments que hi havia el 2007, 2 eren d'empreses de construcció, 4 d'empreses de comerç i reparació d'automòbils, 1 d'una empresa financera i 1 d'una empresa classificada com a «altres activitats de serveis».
Dels 3 establiments de servei als particulars que hi havia el 2009, 1 era un taller de reparació d'automòbils i de material agrícola i 2 paletes.
L'any 2000 a Canchy hi havia 8 explotacions agrícoles que ocupaven un total de 372 hectàrees.

## Equipaments sanitaris i escolars
El 2009 hi havia una escola elemental integrada dins d'un grup escolar amb les comunes properes formant una escola dispersa.

## Poblacions més properes

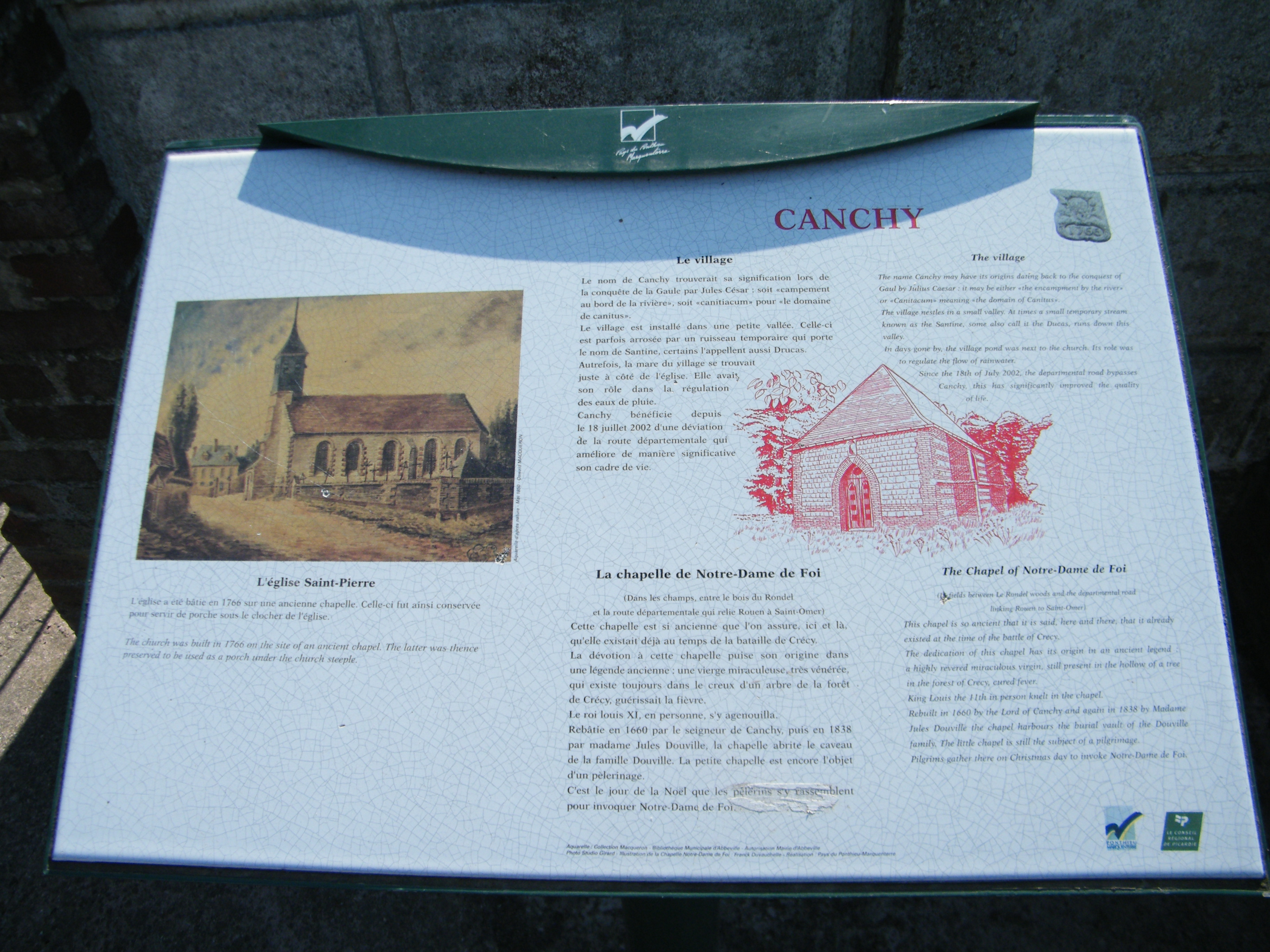

El següent diagrama mostra les poblacions més properes.